# VV Lunteren
VV Lunteren is een amateurvoetbalvereniging uit Lunteren, gemeente Ede in de provincie Gelderland. Het eerste elftal komt uit in de Tweede klasse zaterdag (seizoen 2020/21) in het KNVB-district Oost.

## Geschiedenis
In 1931 werd in Lunteren een ontspanningsvereniging opgericht met de naam Amacitia, waaraan een jaar later de afdeling voetbal werd toegevoegd. In 1933, koppelde de afdeling voetbal zich los van Amacitia, en ging verder onder de naam A.S.N.O.D. (Al Strevend Naar Ons Doel). Vanaf 1935 speelde A.S.N.O.D. onder de verantwoordelijkheid van de A.V.B. (Arnhemsche Voetbalbond). Tot aan 1949 speelde men op zondag, maar vanwege de overwegend christelijke dorpsbevolking gaf dit nogal eens de nodige problemen. Daarom werd er vanaf het seizoen 1949-1950 ook op zaterdag gespeeld. De naam Voetbalvereniging Lunteren ontstond ook in 1950, nadat in 1946, door toevoeging van een afdeling gymnastiek en wandelen, de naam al in Sportvereniging Lunteren gewijzigd was. In 1954 viel het doek voor Voetbalvereniging Lunteren, reden was een tekort aan leden en interne strubbelingen. Omdat men 'Ons Lunteren' toch te veel miste, werd er in 1955 een doorstart gemaakt. VV Lunteren nam in 1958 de huidige kleuren aan: geel-zwart.

## Accommodatie
In 1966 werd het sportpark De Wormshoef in gebruik genomen. Het complex aan de Wormshoefweg bestaat uit een kunstgrasveld, twee wedstrijdvelden en een oefenhoek. Verder heeft het complex een tribune, acht kleedlokalen, twee scheidsrechterslokalen en een kantine.

## Erelijst
- 1940 Kampioen 1e klasse, AVB (Arnhemsche Voetbalbond)
- 1959 Kampioen 2e klasse, AVB
- 1962 Kampioen 1e klasse, AVB
- 1968 Kampioen 4e klasse B, KNVB
- 1974 Kampioen 3e klasse A, KNVB
- 1985 Kampioen 3e klasse A, KNVB
- 1986 Kampioen 2e klasse D, KNVB
- 1993 Kampioen 1e klasse C, KNVB
- 1993 Winnaar Districtsbeker Oost
- 2000 Kampioen 2e klasse D, KNVB
- 2011 Kampioen 3e klasse A, KNVB
- 2015 Kampioen 3e klasse A, KNVB

## Heugelijke seizoenen
- 1979 Degradatie naar de 3e klasse A, KNVB
- 1995 Degradatie naar de 2e klasse C, KNVB
- 1996 Promotie via nacompetitie. 2e klasse, KNVB
- 1998 Degradatie naar de 2e klasse B, KNVB
- 2003 Degradatie naar de 2e klasse I, KNVB
- 2005 Plaatsing nacompetitie 2e klasse, KNVB
- 2006 Plaatsing nacompetitie 2e klasse, KNVB
- 2012 Degradatie via nacompetitie naar de 3e klasse, KNVB
- 2013 Promotie via nacompetitie naar de 2e klasse, KNVB
- 2014 Degradatie naar de 3e klasse, KNVB

## Competitieresultaten 1963–2018
| 2 4A |

| 4 4A |

| 3 4A |

| 2 4A |

| 4 4A |

| 1 4B |

| 8 3B |

| 6 3A |

| 6 3A |

| 7 3A |

| 2 3A |

| 1 3A |

| 7 2B |

| 5 2C |

| 2 2C |

| 7 2C |

| 12 2D |

| 3 3A |

| 2 3A |

| 7 3A |

| 4 3A |

| 2 3A |

| 1 3A |

| 1 2D |

| 7 1B |

| 8 1C |

| 10 1B |

| 9 1A |

| 10 1C |

| 11 1C |

| 1 1C |

| 10 1B |

| 12 1B |

| 2 2C |

| 5 1A |

| 12 1A |

| 6 2B |

| 1 2D |

| 5 1D |

| 3 1D |

| 11 1A |

| 7 2I |

| 3 2I |

| 3 2I |

| 6 2I |

| 7 2G |

| 12 2G |

| 6 3A |

| 1 3A |

| 11 2G |

| 2 3A |

| 14 2G |

| 1 3A |

| 2 2G |

| 9 2G |

| 8 2G |

| - 2G |

| Eerste klasse | Tweede klasse | Derde klasse | Vierde klasse |

In elke staaf van de grafiek staat van boven naar beneden vermeld: 
- Eindnotering

Dit is de positie die de club heeft bereikt in de competitie, zonder eventuele beslissings-, play-off- of nacompetitiewedstrijden die nodig zijn geweest om bijvoorbeeld de kampioen van de competitie te bepalen.
Indien een * achter het getal staat is de notering een tussenstand en kan het zijn dat de notering niet overeenkomt met de uiteindelijke eindstand van de competitie.
Staat er een - dan is het seizoen nog bezig en is er geen definitieve uitslag bekend.
Staat er xx op de positie van de notering, dan heeft de club vroegtijdig de competitie verlaten. Dit kan onder andere komen door terugtrekking van het team, faillissement van de club of door een uitgedeelde straf van de KNVB. In veel gevallen staat elders in het artikel de reden vermeld.
Staat er een ? dan is het resultaat uit het verleden onbekend, en is alleen de competitie of het niveau bekend van dat seizoen.
In de seizoenen 2019/20 en 2020/21 werd wegens de coronacrisis het amateurvoetbal afgebroken. Daardoor kennen deze staven geen eindklassering (middels -- weergegeven).
- Competitieniveau en afdelingsletter of Officiële eindstand Eredivisie
  - Competitieniveau en afdelingsletter

Hierbij geeft het getal het niveau weer, dat ook terug te vinden is in de legenda. De letter is de afdelingsaanduiding en wordt gebruikt wanneer er meer afdelingen zijn op hetzelfde niveau. De afdelingsletter is altijd een hoofdletter en wordt meestal zonder nummer gebruikt.
Voorbeeld: 2F is niveau 2e klasse competitie F.
Het competitieniveau en nummer wordt niet vermeld wanneer er slechts één competitie van dit niveau was.
  - Officiële eindstand Eredivisie (getal staat tussen haakjes vermeld)

Sinds de introductie van play-offwedstrijden voor Europees voetbal na afloop van de reguliere competitie in 2005/06, is de KNVB verplicht een eindstand van de Eredivisie door te geven aan de UEFA aan de hand van deze play-offwedstrijden.
Bij deze eindstand staan clubs die zich hebben gekwalificeerd voor Europees voetbal hoger dan clubs die zich niet wisten te kwalificeren. Indien er geen verschil was tussen de eindnotering en de officiële eindstand, staat dit getal niet vermeld.

- Onderafdeling

Hier staat afgekort de naam van de onderafdeling indien de club in dat jaar in een onderafdeling uitkwam. Tevens staat deze afkorting in de legenda en wordt gelinkt naar het artikel over deze onderafdeling. Deze afkorting wordt alleen vermeld wanneer de club in het verleden in verschillende onderafdelingen heeft gespeeld. Deze vermelding is in de staaf altijd in kleine letters. Deze onderafdelingen zijn na het seizoen 1995/96 afgeschaft. Heeft de club in slechts één onderafdeling gespeeld, dan is dit alleen terug te vinden in de legenda.
Onder de staaf staat het jaartal vermeld waarin het seizoen is afgesloten. 15 verwijst naar het seizoen 2014/15 of eventueel het seizoen 1914/15.
Wanneer een staaf leeg is, zijn deze gegevens niet bekend. Het kan ook zijn dat de club dat seizoen niet heeft meegespeeld op het hogere amateurniveau, vroegtijdig de competitie heeft verlaten of uit de competitie is gezet.

In het seizoen 1944/45 was er wegens de Tweede Wereldoorlog geen regulier competitievoetbal.

## Bekende (oud-)trainers
- Hans van Arum